# Altipiano svizzero
L'Altipiano svizzero (in tedesco Mittelland, in francese Plateau suisse) è una delle tre regioni geografiche della Svizzera.

## Geografia
L'altopiano svizzero è compreso tra la zona alpina ed il Massiccio del Giura. Copre circa il 30% del paese ed è formato parzialmente da pianure, da laghi, ma principalmente da colline la cui altezza varia tra i 400 ed i 600 m. 
È la parte della Svizzera maggiormente popolata e di maggior importanza per l'economia e per i trasporti; su di esso infatti sorgono le maggiori città: Zurigo, Ginevra, Berna, Winterthur, Lucerna, San Gallo e Losanna.
A nord e a nord-ovest l'altipiano svizzero è  delimitato  dal massiccio del Giura. A sud non esiste una frontiera precisa con le Alpi.

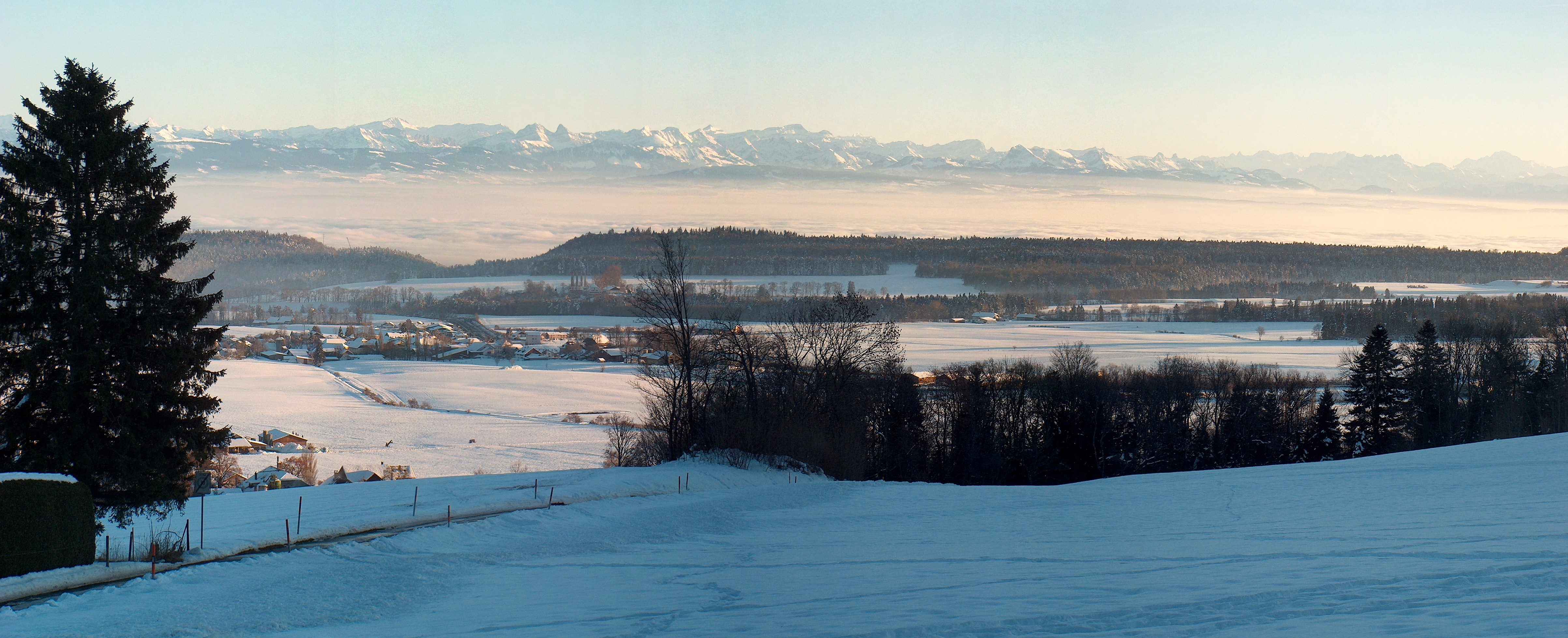
L'altipiano con le Alpi sullo sfondo